# Rocco Marconi
Rocco Marconi (Treviso o Venecia, c. 1490-Venecia, 1529) fue un pintor renacentista italiano.

## Biografía

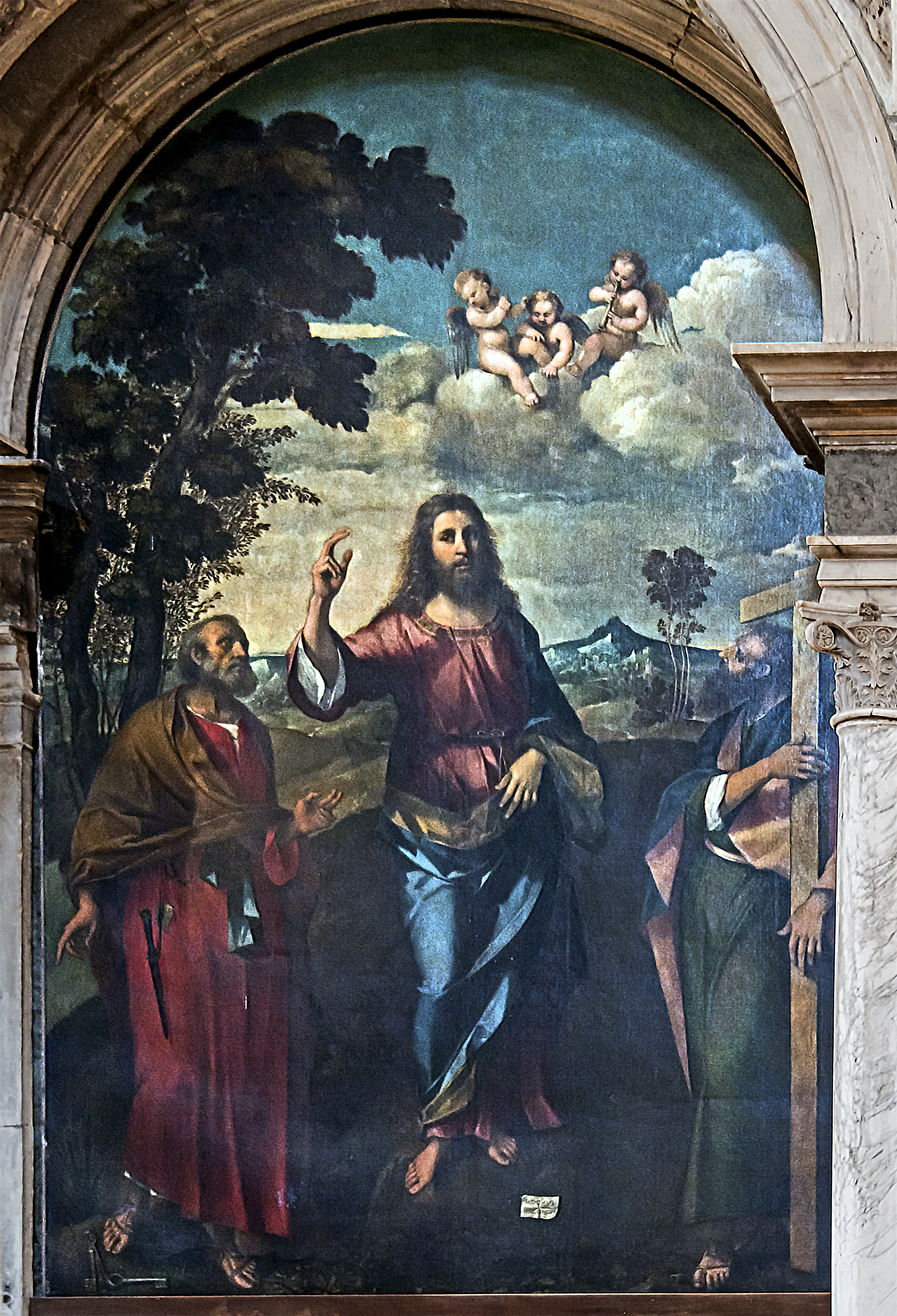
Cristo bendiciendo entre San Pedro y San Andrés

Cristo y la adúltera, Galería de la Academia de Venecia

Aunque diversas fuentes mencionan a Treviso como su lugar de nacimiento, el mismo artista se autodenomina venetus en diversos documentos. Tal vez su familia fuera originaria de Bergamo. Se halla documentado en Venecia por primera vez en 1504. Se formó como artista en el taller de Giovanni Bellini, donde trabajó durante veinticinco años como ayudante del maestro. A la muerte de Bellini (1516) pasó al taller de Palma el Viejo. Marconi readaptó su estilo al de su nuevo jefe, aunque siempre retuvo algo del hieratismo característico de su primeros años.
Rocco fue un artista de limitado talento y mentalidad artesana, que se especializó en repetir ciertos modelos aprendidos de sus maestros. Algunas obras anteriormente atribuidas a un llamado Maestro de la Incredulidad de Santo Tomás deben ser consideradas producto de la fase juvenil de Marconi.

## Obras destacadas
- Virgen con el Niño (c. 1490, Musee des Beaux-Arts, Estrasburgo)
- Virgen con el Niño con San Juan Bautista y San Marcos (Staatliche Museen, Berlín)
- Cristo bendiciendo con dos santos (Santi Giovanni e Paolo, Venecia)
- Cristo y la cananita (c. 1520, Los Angeles County Museum of Art)
- Cristo y la adúltera (1525, Galería de la Academia de Venecia)
- Cristo y la adúltera (1525, Lowe Art Museum)